# Кьор д'Ален
Кьор д’Ален или Шитсуумиш, Скитсуиш е племе на Вътрешните салиши. Живеят в обширна територия около изворите и в басейна на река Спокейн, и в областта около изворите на река Клиъруотър в северно Айдахо, източен Вашингтон и западна Монтана. До средата на 18 век живеят доста изолирано в над 40 постоянни зимни села, разположени най-вече около езерото Кьор д’Ален и по реките вливащи се в него.

## Подразделения
Преди 1700 г. 40те им зимни села са групирани в три региона и формират трите основни дивизии на племето:
- Спокейн Ривър и Кьор д’Ален Лейк – 17 села
- Кьор д’Ален Ривър – 12 села
- Сейнт Джо Ривър – 9 села
- Чатколет – формират една четвърта дивизия около югозападния ъгъл на езерото Кьор д’Ален

Общата територия, която контролира племето в този период надхвърля 16 000 км2. Тя е с граници от южния край на езерото Пан дорей, покрай хребета Битъруд, до Степто Бют на юг.

## Култура
В средата на 18 век племето се сдобива с коне и се отправя към равнините да ловува бизони и да воюва с тамошните племена. Идването на коня променя коренно живота им. От пеши ловци, риболовци и събирачи те за кратко време се превръщат в ловци на бизони и войни, и възприемат много културни елементи от прерийните народи като стила на обличане, типито и други. За разлика от останалите племена от Платото те не живеят в традиционните къщи – ями. Основно жилеще е колиба покрита с папур в три форми – конична еднофамилна, комунална (единична или двойна) тип палатка и колиба покрита с кора, в която живеят от едно до четири семейства през всеки сезон. Колибата за изпотяване е малка куполовидна колиба от преплетени върбови клони покрита с папур, треви и пръст.
Религиозните им вярвания са центрирани около индивидуалното взаимодействие на индивида с духовете – помощници. Митичните същества и духовете са навсякъде в природата и съществуват в най-различни форми.

## История
Традиционното им недоверие към външни хора прави трудно проникването на белите ловци в територията им до 1780 г. През 1846 г. е построена първата йезуитска мисия на река Сейнт Джо. През 1850 г. е основана втора мисия в Каталдо на река Кьор д’Ален. От 1846 до 1876 г. само 40 – 50 кьор д’ален се заселват в мисиите. До 1850 г. населението им намалява с около 85%, от първоначалните 3000 души до едва около 500. През 1858 г. провокирани от правителството, което нарушава подписаните преди това договори, кьор д’ален заедно с палус, спокейн и някои северни паюти започват война. Тази война е продължение на Войната якима от 1855 г. и е вързана с общата борба на племената от Платото по това време. Същевременно притокът на миньори и заселници в земите им се увеличава. През 1873 г. правителството им отнема общо 22 милиона акра земя като им се оставят само около 600 000 акра за резерват по Хагман Крийк. През 1894 г. 32 семейства спокейн идват да живеят в техния резерват. Днес резервата Кьор д’Ален е с площ от 69 176 акра, разположени в окръзите Бинауа и Кутенаи в Айдахо. Днес племето наброява около 2000 души, горе – долу половината от които живеят в резервата. Безработицата сред населението е доста висока. Основни икономически дейности в резервата са селското стопанство и дърводобива.